# Синематографъ
Синематографъ (театр) — театр, актеры которого играют на визуально-пластическом языке. Театр работает в Москве.
На сцене «СинематографЪ» объединяет стихи, песни и литературные тексты с русским языком жестов. Обязательный этап постановки каждого спектакля — изобретение жестов, понятых каждому человеку, на каком бы языке он ни говорил, какой бы процент слуха ни имел.
У этого театра нет режиссёра, но есть спектакли, которые потрясают даже искушённых театралов. Актеры говорят на языке, который известен не каждому, однако публика все понимает.

## История театра
В 2006 году выпускники Государственного специализированного института искусств (г. Москва) приняли решение о создании собственного театра.
Уже в июне 2006 года была снята первая работа «Синематографа» с использованием языка жестов — клип «Summer loving» (режиссёр Екатерина Телегина) на песню «Summer Nights» из к/фильма Рэндла Клайзера «Бриолин».
В ноябре 2006 года актеры «Синематографа» были приглашены в качестве ведущих церемонии закрытия III Mеждународного кинофестиваля «Кино без барьеров» на сцене театра ET CETERA.
В декабре 2006 года на сцене Студенческого театра ГУ-Высшей Школы Экономики представлена концертная программя «Поговорим о пус.тяках». В Доме Актера на Арбате Состоялась премьера музыкального спектакля «В переулочках Монмартра», в основу которого легли французские эстрадные песни. Концертный вариант этой программы называется «Люди и страсть» (‘’Les gens et la passion’’).
19 января 2008 года в театре на Таганке состоялась премьера спектакля «Пошли мне, Господь, второго» (режиссёр Илья Казанков), приуроченная к 70-летию Владимира Высоцкого. Поддержка при подготовке спектакля была оказана Департаментом культуры города Москвы, Домом Высоцкого на Таганке, а также Никитой Владимировичем Высоцким лично. Это событие получило широкий резонанс в прессе. В частности, в РИА Новости было отмечено:
Первую серьезную работу, спектакль по песням и стихотворениям Высоцкого, недавние выпускники актерского факультета ГСИИ создавали под руководством молодого режиссёра Ильи Казанкова, студента ВГИКа — такого же поклонника творчества Владимира Семеновича, как и актеры «Синематографа». Перенести произведения Высоцкого на жесты молодым и дерзким художникам не помешал ни языковой барьер, ни отсутствие опыта работы в театре у кинорежиссера Ильи Казанкова. «Пошли мне, Господь, второго» публика приняла на ура.
30 октября 2008 года состоялась премьера спектакля Le Рetit café (режиссёр Варвара Гребельная).
Резензии на спектакль полны ярких эмоциональных подробностей, как и сама постановка:
В силу своей специфичности и уникальности труппе удается удерживать в течение полутора часов особый ритм и точность. Я не знаю, как это им удается, а сей факт уже говорит о том, что актеры выполнили свою задачу...Перед нами – бурная смена эмоций, встречи, расставания, воровство, экспрессия танго, а в качестве музыкального оформления в наших ушах – песни в исполнении Мирей Матье, Ин-Грид, Сальваторе Адамо, Адриано Челентано, Далиды и Алена Делона...
13 ноября 2009 года состоялась премьера спектакля «Записки сумасшедшего» (режиссёр Андрей Назаренко) по повести Н. В. Гоголя. Это первый спектакль, в котором не используется жестовая песня, и основой акцент сделан на драматическом действии.
В сюжете телекомпании НТВ была точно выделена главная идея театра и нового спектакля, в частности:
«Записки сумасшедшего», как и все, что делает театр «Синематограф» — и для слышащих, и для глухих. В труппе нет такого деления, а значит, и в зале быть не должно
14-15 ноября 2009 года прошли первые выездные спектакли в Санкт-Петербурге, положившие начало гастрольной деятельности театра. В эти дни в Петербурге с аншлагом были показаны 2 спектакля.
17 февраля 2011 года состоялась премьера сюрреалистического спектакля «Вдовы» (реж. Андрей Назаренко).
Театр закрыт в 2013 году.

## Труппа
Директор — Ирина Кучеренко
Художественный руководитель (до 2011 года) — Андрей Назаренко
Постоянный актёрский состав
- Алексей Знаменский — с 2006 года
- Ольга Рейд (Мельникова) — с 2006 года
- Анастасия Несчастнова — с 2006 года
- Мария Румянцева — с 2010 года
- Максим Тиунов — с 2006 года

## Репертуар
- 2008 — «Пошли мне, Господь, второго», спектакль-баллада по стихам и песням Владимира Высоцкого, Андрея Вознесенского и Семена Гудзенко — премьера 19 января 2008 года
- 2008 — Le Petit cafe, мюзикл — премьера 10 ноября 2008 года
- 2009 — «Записки сумасшедшего», драма по повести Н. В. Гоголя — премьера 13 ноября 2009 года
- 2011 — «Вдовы», сюрреалистический спектакль о смертельной легкости небытия. Славомир Мрожек — премьера 17 февраля 2011 года
- 2012 — «Двойник», драма по пьесе Фридриха Дюрренматта — премьера 11 февраля 2012 года, режиссёр Аида Хорошева

## Участие в фестивалях и конкурсах
- 2008 — лауреат Конкурса артистов эстрады имени Бориса Брунова (Россия, г. Москва)
- 2010 — участник Первого фестиваля пластических театров Hand made (Россия, г. Санкт-Петербург)
- 2010 — лауреат IX Международного фестиваля сценических искусств BITEI-2010 (Молдова, г. Кишинев)
- 2010 — лауреат XV Международного театрального фестиваля в Анкаре[8] (Турция, г. Анкара)